# Alfred Svenson
Alfred E. Svenson (* 2. Oktober 1932 in Kaunas als Alfred Serdiukov; † 1. Mai 2017 in Hagerstown) war ein Hauptmann (Captain) der US-amerikanischen Armee. Er erlangte dadurch Bekanntheit, dass er 1963 die innerdeutsche Grenze mit einem Jeep durchbrach und in der DDR um Asyl bat. 1964 wurde er aus der DDR ausgewiesen und in der Folge von einem Gericht der US-Armee zu sieben Jahren Zwangsarbeit (hard labor) verurteilt.

## Leben
Der aus Litauen stammende Svenson und seine Mutter wurden durch den Zweiten Weltkrieg zu Displaced Persons. 1949 immigrierten Svenson und seine Mutter in die USA und lebten in Scranton im US-Bundesstaat Pennsylvania. Von 1951 bis 1954 und erneut ab 1958 war Svenson in der Bundesrepublik stationiert. In der Zwischenzeit erwarb er an der University of Scranton einen Bachelor in Philosophie. Zuletzt war er stellvertretender Bataillonskommandeur beim II. Panzerbataillon, 1. Kavallerie-Regiment der 3. Panzer-Division in Kirch-Göns. Svenson sprach mehrere Fremdsprachen, darunter auch Deutsch und Russisch. 1961 wurden ihm wegen Trunkenheit 190 Dollar seines Gehalts abgezogen.
Am 4. Mai 1963 befahl der angetrunkene Svenson während einer Übung seinem Fahrer, mit seinem Jeep die innerdeutsche Grenze in der Nähe von Eisenach zu durchbrechen. Als der Fahrer dies verwerigerte, durchbrach Svenson selbst mit dem Jeep die Grenze. Svenson bat in der DDR um Asyl. Nach dem Vorfall ermittelte die Armee, dass Svenson ca. 7.000 US-Dollar Schulden hatte und Geld in Casinos verspielt hatte. Auch wurden pornographische Fotoaufnahmen in seinem Zimmer gefunden; ferner war seine Freundin schwanger. Svenson war zuvor durch illoyales Verhalten gegenüber den USA aufgefallen. Auch hatte er den Ruf, Frauen und Mädchen zu verführen.
Svenson war der erste US-Offizier, der in die DDR desertierte.
Im Herbst 1963 berichteten US-Medien, Svenson wolle in den Westen zurückkehren; in der DDR-Presse erklärte Svenson hingegen, er wolle in der DDR publizistisch im Sinne der Friedlichen Koexistenz arbeiten. Svenson trat in der Folgezeit mehrfach auf Propagandaveranstaltungen und im Fernsehen der DDR auf. Er lobte unter anderem den Lebensstandard in der DDR, und behauptete, dass die seiner Ansicht nach mit faschistischen Generalen durchsetzte Bundeswehr eine Vormachtstellung in der NATO erstrebe.
Am 9. Mai 1963 meldete die DDR-Nachrichtenagentur ADN, dass Svenson aus der DDR ausgewiesen worden sei, da er sich des Asylrechts als unwürdig erwiesen habe, indem er gegen die Gesetze der DDR verstoßen habe. Svenson wurde am Grenzübergang Grenzübergang Wartha/Herleshausen den US-Behörden übergeben; auch der Jeep, mit dem er die Grenze durchbrochen hatte, wurde zurückgegeben.
In der Folge wurde Svenson festgenommen. Am 9. Juli 1964 wurde er wegen dieser Delikte zu sieben Jahren Zwangsarbeit (hard labor) verurteilt.